# Teorema de Tales (círculo)
Este teorema de Tales é um caso especial do teorema do ângulo inscrito.
Seja um triângulo ABC, inscrito numa circunferência. Em geometria, o teorema de Tales afirma que se AC é o diâmetro desta circunferência, então os pontos ABC formam um triângulo retângulo. Trata-se de um caso particular do lugar geométrico par de arcos capazes.

## Prova
Sejam os seguintes fatos:
- A soma dos ângulos internos de um triângulo é 180º.
- Os dois ângulos da base de um triângulo isósceles são iguais.

Seja {\displaystyle O} o centro do círculo, então {\displaystyle OA=OB=OC}, visto que são os raios da circunferência. Logo {\displaystyle OAB\,e\,OBC} são triângulos isósceles.
Como na figura ao lado, vamos chamar os ângulos iguais do triângulo OAB de {\displaystyle \alpha } e do OBC de {\displaystyle \beta }.
Assim sendo, os três ângulos internos do triângulo {\displaystyle ABC} são {\displaystyle {2}\alpha +{2}\beta }.
Então temos: {\displaystyle {2}\alpha +{2}\beta =180^{\circ }\rightarrow \alpha +\beta =90^{\circ }}